# بيير جوزيف دوبويس
بيير جوزيف دوبويس (بالفرنسية: Pierre Joseph Louis Alfred Dubois)‏ هو عسكري فرنسي، ولد في 21 نوفمبر 1852 في سيدا (فرنسا) في فرنسا، وتوفي في 17 يناير 1924 في تور في فرنسا.